# Джо Таскер
Джозеф «Джо» Томас Таскер (англ. Joseph Thomas Tasker; 12 травня 1948, Кінгстон-апон-Галл, Велика Британія — 17 травня 1982, Еверест) — британський альпініст, учасник кількох високогірних експедицій в Гімалаї та Китай, що здійснив низку першосходжень на такі вершини як Чангабанг (західною стіною), Конгур, Канченджанґа (північним гребенем). Перший англієць, який здійснив зимове сходження Північною стіною Айгера. Пропав безвісти разом з Пітером Бордманом під час першого сходження північно-східним гребенем на вершину Евересту. Тіло не знайдено, обставини трагедії невідомі.

## Біографія
Народився 12 травня 1948 року в багатодітній (старший із десяти дітей) релігійній родині Тома та Бетті Таскерів. З 13 років навчався у Коледжі Юшоу — католицької семінарії, яка готувала священнослужителів. За сім років навчання, зрозумівши, що це не його покликання, він залишив заклад, «прийнявши найважче рішення у своєму житті». А втім, у коледжі Джо здобув не лише прекрасну освіту, а також виховав у собі такі властиві священникам якості, як стоїцизм і пристосованість до «спартанського» способу життя. Після закінчення навчання він працював прибирачем сміття, а пізніше вступив до Манчестерського університету, в якому здобув ступінь з соціології. «Його прямолінійний характер і вміння спілкуватися з людьми з усіх верств суспільства долали будь-які бар'єри».
Таскер захопився альпінізмом у 1965 році, прочитавши книжку Джека Олсена «Сходження до пекла» про трагічні події, пов'язані з підкоренням Північної стіни Айгера. Свого першого досвіду сходження він набув у розташованому обруч семінарії кар'єрі, де висота стін не перевищувала десяти метрів. Пізніше він почав тренуватися в Альпах, переважно з Діком Реншоу, з яким познайомився під час навчання в університеті. У лютому 1975 року разом з ним вони стали першими британцями, що пройшли взимку Північну стіну Айгера, а восени цього ж року вони в альпійському стилі проклали новий маршрут на Дунагірі (Індія, 7066 м, південним контрфорсом, друге сходження на вершину).
У 1976 році разом з Пітером Бордманом (з яким, на думку істориків, вони утворили чудову за збалансованістю зв'язку) Таскер пройшов новий маршрут на Чангабанг (6864 м) 1700-метровою вертикальною західною стіною, вкритою напливчастим льодом (друге сходження на вершину). Цей маршрут за складністю не поступається технічно складним маршрутам в Альпах, але, на відміну від них, проходить на висоті майже 7000 метрів.
У 1977 році разом із Майком Ковінгтоном (англ. Mike Covington) і Дагом Скоттом Джо зробив спробу сходження на Нупцзе північним гребенем, проте вона не увінчалася успіхом. Наступного року Кріс Бонінгтон запросив його в експедицію на К2, але після трагічної загибелі Ніка Есткурта її завершили, не досягнувши значних успіхів. У 1979 році Таскер разом із Бордманом і Скоттом піднявся на Канченджанґу (8 598 м) — третю за висотою вершину світу за непройденим раніше північним гребенем. Сходження здійснили без використання кисню і в «альпійському стилі» (без допомоги висотних носіїв й організації проміжних таборів).
У 1980 році Таскер організував власну експедицію на K2, але йому, Бордману та Діку Реншоу вдалося досягти лише 7 975 метрів, після чого негода змусила відступити. Після цього він спробував зробити зимове сходження на Еверест (західним гребенем), але воно також закінчилося невдачею. 1981 року Таскер написав книгу «Жорстокий шлях на Еверест», присвячену зимовій спробі сходження 1980/81.
На початку липня 1981 року Таскер у складі альпіністської групи британської експедиції до Китаю (англ. The British Kongur Expedition) разом з Крісом Бонінгтоном, Пітером Бордманом й Аланом Роузом здійснив перше сходження на вершину Конгур, а у березні 1982 року він знову повернувся до підніжжя Евересту, щоб у складі експедиції Кріса Бонінгтона здійснити сходження за раніше непройденим і технічно дуже складним північно-східним гребенем. У середині травня Джо та Пітер Бордман вийшли на штурм вершини (сам Бонінгтон відмовився від продовження сходження через свій фізичний стан, а четвертий учасник — Дік Реншоу, спустився вниз через проблеми із серцем). Востаннє альпіністів спостерігали у телескоп увечері 17 травня поблизу Другої башточки — ключової ділянки маршруту. Радіозв'язку з ними не було, а з 18 травня зник і візуальний контакт. Через 10 днів відсутності Пітера Бордмана та Джо Таскера визнали загиблими. Тіло Бордмана знайшла у 1992 році японсько-казахстанська експедиція в положенні сидячи на сніговому схилі поблизу вершини Другої башточки (з боку Евересту), тіло Таскера поки не виявлено. Обставини трагедії невідомі.

## Після смерті
На згадку про Джо Таскера та Пітера Бордмана Кріса Бонінгтона засновано благодійний фонд The Boardman Tasker Charitable Trust, який здійснює підтримку авторів літературних творів, головною темою яких є гори. Фондом щорічно надається спеціальна премія. Особистий архів Таскера — листи, документи, фотографії та літературні рукописи зберігаються у британському Фонді гірської спадщини (англ. Mountain Heritage Trust, також заснованому сером Крісом Бонінгтоном). У 2017 році фонд анонсував проведення виставки «Спадщина Джо Таскера».
Незадовго до останньої експедиції на Еверест Джо завершив свою багато в чому автобіографічну книгу «Природна сцена», яка вийшла друком у 1982 році вже після його смерті. Пам'яті Джо у 1999 році вийшла книга Марії Коффі (англ. Maria Coffey) — близької подруги альпініста, з яким вона познайомилася у 1980 році, «Тендітна межа» (англ. Fragile Edge).